# 미국의 역사 (1865년~1917년)
미국의 역사 (1865년~1917년)는 남북 전쟁 후에 재건 시대가 시작되어, 산업화가 진전된 시대였다. 사회와 노동력의 급격한 변화가 많은 노동조합을 낳았고 파업이 이어졌다. 남북 전쟁이 끝났을 때, 미합중국은 분열된 상태였다. 미국 재건과 그 실패로 인해 남부의 백인은 흑인들에 대한 지배 관계를 지속할 수 있게 되었고, 흑인의 인권은 부정당하고 경제, 사회 및 정치 분야에서는 제2계급에 두었다.
유럽을 중심으로 다른 대륙에서 1865년부터 1917년까지 2,750만 명이라는 전례 없는 이민자의 물결이 몰려들어 저렴한 공장 노동력을 제공했고, 캘리포니아주와 같은 아직 개발이 진행되지 않았던 지역에 다양한 지역 사회를 형성했다. 산업의 발전과 인구의 확대는 적지 않은 사회 문제를 발생시켰다. 대부분의 인디언 부족은 작은 거류지에 이주 당했고, 백인 농장주와 목장주가 그 땅을 손에 넣었다. 공장 노동자는 학대와 폭력에 시달렸고, 그것에 수반하여 노동 운동을 낳게 되었다. 산업계의 관행적인 학대로 노동 운동은 폭력적인 양상을 드러내었다.
이 기간 국내에서는 인구 증가와 산업 성장, 해외에서는 많은 제국주의적인 산업으로, 미국은 국제 사회에서의 힘을 증가시키기 시작했다. 19세기가 끝날 무렵까지 미국은 새로운 기술(전신 및 제철 베서머 법 등)에 따라 세계 선진 공업국이 되었고, 철도망을 갖추고 풍부한 천연 자원을 사용하여 제2차 산업 혁명의 선구자가 되었다.
19세기 말, 미국은 쿠바를 정복하고 스페인의 지배에서 사실상 미국의 지배 하에 두고 하와이와 푸에르토리코를 합병했다. 미국 스페인 전쟁으로 필리핀을 획득하게 되었으며, 수십만 명을 살해하고 그들의 독립 운동을 억압하면서 필리핀의 근대화를 추진하고, 특히 수십만 명을 죽인 전염병의 유행을 억제하기 위하여 공중위생을 개선했다.
제1차 세계 대전에서 미국은 꽤 늦은 1917년에 연합국 측에 참전하여, 전쟁의 교착 상태를 타개함으로써 미국은 군사 대국과 경제 대국의 길을 걷게 되었다.

## 재건

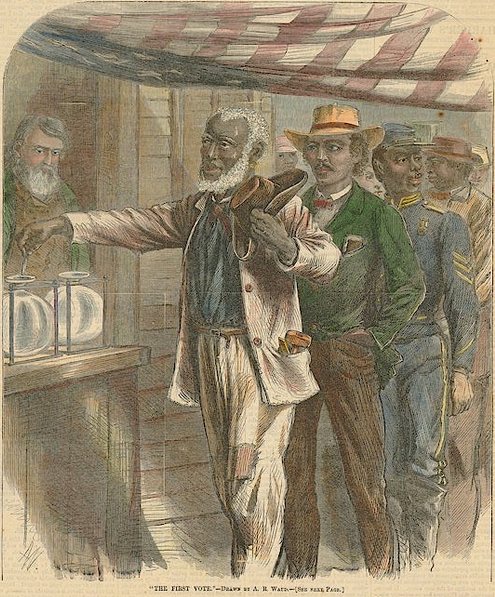
리컨스트럭션은 군인에게 1867년 최초로 흑인 농부, 사업가, 투표할 권리를 부여했다. 이를 경축하기 위한 1867년 11월 16일자 하퍼스 위클리(Harper's Weekly)의 첫 표지

재건의 시대는 남북 전쟁 이후의 1863년부터 1877년까지 전쟁에서 패배한 남부맹방에 속해 있던 남부 지방이 다시 유니언(미합중국)에 통합된 시기를 말한다. 해방 노예의 공민권을 확립하려는 시도가 남부 백인 사이에 연방 정부에 대한 반감을 가지게 하여 전쟁을 일으키게 했다.
에이브러햄 링컨 대통령은 1865년 4월 암살되기 전에 남부를 가능한한 빨리 통합하기 위해 온건적인 재건 계획을 승인했다. 링컨은 1865년 3월 해방노예국(Freedman's Bureau)을 신설했으며, 이곳은 이전에 노예였던 이들을 교육과 보건, 채용을 돕기 위한 부서였다. 노예 제도의 최종 폐지는 1865년 12월 비준된 〈미국 헌법 수정 제13조〉를 통해 달성되었다. 그러나 공화당 급진파들은 남부가 여전히 몰래 노예제와 남부 국수주의를 신봉하고 있으며, 대부분 반란군이었던 그들에게 투표권과 공직 임용권을 부여하는 것을 두려워하며, 링컨의 정책을 반대하였다. 링컨이 암살된 후 급진파들은 남부에 관대한 정책을 펼치는 앤드루 존슨 대통령과 반목했으며, 급진파들은 1866년 결정적인 선거에서 승리를 거두면서 앤드루의 거부권을 극복하였다. 실제로 그들은 1868년 대통령을 탄핵하여, 하야를 시키려고 시도를 하였다. 비록 1표 차이로 대통령의 탄핵은 무산되었지만, 대통령과 불화를 하는 시기에 그들은 해방 노예에게 합헌적인 연방의 법적인 보호 권한을 부여하였다.
재건 하에서 해방 노예, 스캘러왜그 및 카펫배거와 공화당이 연합하여 남부 주 정부를 지배하였고, 흑인에게 시민권을 준 〈미국 헌법 수정 제14조〉를 비준했다. 이 정부는 철도와 공립학교를 건설하기 위해 무거운 세금을 매겼기 점차 격렬한 저항에 부딪치게 되었고, 그 결과 스캘러왜그의 대다수가 민주당으로 옮겨갔다. 율리시스 그랜트 대통령은 사우스캐롤라이나, 미시시피 및 루이지애나에서 흑인에 대한 인권 보호를 강제했다. 1870년에 미국 헌법 수정 제15조를 비준하여 흑인에게 선거권을 부여했다. 1875년 〈시민권법〉이 통과되어 인종, 이전 노예의 신분과 관계없이 사람들이 공공시설을 이용할 수 있는 권리를 보장했다.
재건은 주에 따라 다르게 지속되었다. 1876년 미국 대통령 선거에서 공화당의 러더퍼드 헤이스가 접전 끝에 민주당 대항마 새뮤얼 J. 틸던에게 승리를 거두며 재건의 시대는 끝이 났다. 선거인단 투표 결과에 대해 이견이 속출하였고, 의회는 선거 관리위원회를 만들어 그 수습을 하고자 하였다. 위원회의 결정은 논쟁이 있었던 표를 모두 헤이즈에 주기로 했지만, 이 진실의 그림자에 소위 ‘1877년 타협’이 있었고, 남부 백인은 당시 공화당이 지배하고 재건이 끝나지 않았던 남부 3주에서 군사적 지배를 헤이즈가 끝내겠다는 제안을 한 것을 알고 위원회 결정을 묵인했다. 재건 자체는 북부 백인이 남북 전쟁의 종결과 남부 백인이 국가에 대한 위협이 아니라고 인정함으로써 끝났다.
재건의 끝은 여전히 남부에 인구가 많았던 흑인에게 시민권과 시민의 자유라는 것이 보장된 짧은 기간의 끝이기도 했다. 그러나 인종 차별은 재건이 시작된 남부뿐만 아니라 나라의 도처에서 나타났다. 백인우월주의자들은 흑인을 정치권과 발언권을 무력화시켜 2류 시민으로 만든 〈짐 크로우 법〉을 통해 차별 사회를 만들었고, 남부 백인 특권 계급(리디머, 부르봉 민주당 남부 회파)가 ‘솔리드 사우스’라는 압도적인 민주당 지배 아래에서 확고한 정치적, 경제적 지배력을 확보했다. 시골에서는 지방의 법 집행력이 약했고, 격노한 폭도들이 흑인 범죄 용의자를 린치하는 것을 허용했다.

## 인디언 전쟁
미국 서부의 평원과 산악 지역에 광산업자, 목장 및 농장 개척자 등이 진출해 나가자 그곳에 선주해 있던 인디언과 잦은 분쟁을 겪게 되었다. 연방 정부는 인디언을 할당된 거류지에 머물게 할 것을 주장했고, 실천에 옮기기 위해 무력을 사용했다. 1880년대에 폭력 사태가 줄어 사실상 1890년에는 잦아든 상태였다. 1880년까지 사냥 경제의 기반이었던 버팔로 무리들이 멸종에 가깝도록 줄어들었다. 백인 사회는 신속하게 인디언을 미국 사회에 동화시키려고 하였고, 펜실베이니아 칼라일의 칼라일 인디언 공업학교와 같은 교육 계획과 학교를 설립했다. 이들 중에서 많은 이들이 저명한 지도자로 성장했다. 그러나 동화에 반대했던 세력은 저항의 길을 걸었다.
1876년, 다코타 골드 러시가 블랙 힐즈를 통과하자, 최후의 결정적인 수족 전쟁이 일어났다. 미합중국군은 수족(라코타 파)의 사냥터에 광산업자가 들어가지 못하도록 억제할 의지가 없었다. 이 지역에서 사냥을 하고 있는 수 족에 대해 조치를 취하라는 지시가 나왔을 때, 조약의 동의에 따라 육군은 활발하게 움직였다. 조지 암스트롱 커스터 장군은 다코타 족과 그 동맹 부족의 주요 숙영지를 발견했다. 1876년 6월 25일, 리틀 빅혼 전투에서 본대와 떨어져 작전을 하고 있던 커스터 장군의 부대가 전술과 수적인 우세를 가졌던 인디언들에게 섬멸되었다. 크레이지 호스가 이끄는 인디언은 시팅 불의 승리의 예언에 의해 고무되어 있었다. 이후 1890년, 사우스다코타 운디드 니의 북부 다코타 거류지에서 고스트 댄스 의식을 하고 있을 때 미합중국군은 라코타 부족의 무장 해제를 시도했다. 이 때 총격이 일어나 병사들은 약 100명의 인디언을 죽인 ‘운디드 니 학살’ 사건이 발생하였다. 사망한 약 25명의 병사는 아군의 총격으로 죽은 이들도 있었다. 이것이 인디언과의 마지막 분쟁이 되었다.
사회 개혁자들은 거류지에 있는 인디언들이 개인으로서 토지를 소유할 수 있도록 해야한다는 해결책을 내놓기로 했다. 1887년 《도스 법》에 따라 인디언의 토지를 분할하여 1가족의 한 사람당 160에이커(0.65 km2)의 땅을 주는 것을 제시했다. 이렇게 할당된 땅은 그 후 25년간 연방 정부로부터 위탁되며, 그 후에는 소유자가 전적인 권리(매각이나 저당도 가능한)를 획득할 수 있으며, 완전한 시민권도 획득하도록 했다. 그러나 이렇게 손에 넣은 땅은 개척자에 흘러들어 갔다. 이 정책으로 인디언은 부족 고유의 토지에서 거의 절반을 매각했으며, 인디언들에게 큰 손실을 가져왔다. 또 부족 간의 사회 조직의 대부분도 파괴되어 살아남은 원주민들은 전통 문화의 혼란마저 겪게 되었다. 도스 법은 인디언을 미국의 본류와 동화시키는 것을 목표로 한 것이며, 대부분은 동화되어 미국 사회 내로 흡수되어 수 많은 미국인의 가정 속에 인디언의 피를 남겼다. 동화를 거부한 자는 거류지에서 빈곤에 허덕였고, 연방 정부로부터 식량과 의약품 및 교육 등의 지원을 받았다.
1934년 인디언 재조직화 법에 따라 미국의 정책이 역전되어 거류지 부족과 그 생활 양식을 보호하게 되었다.

## 공업화

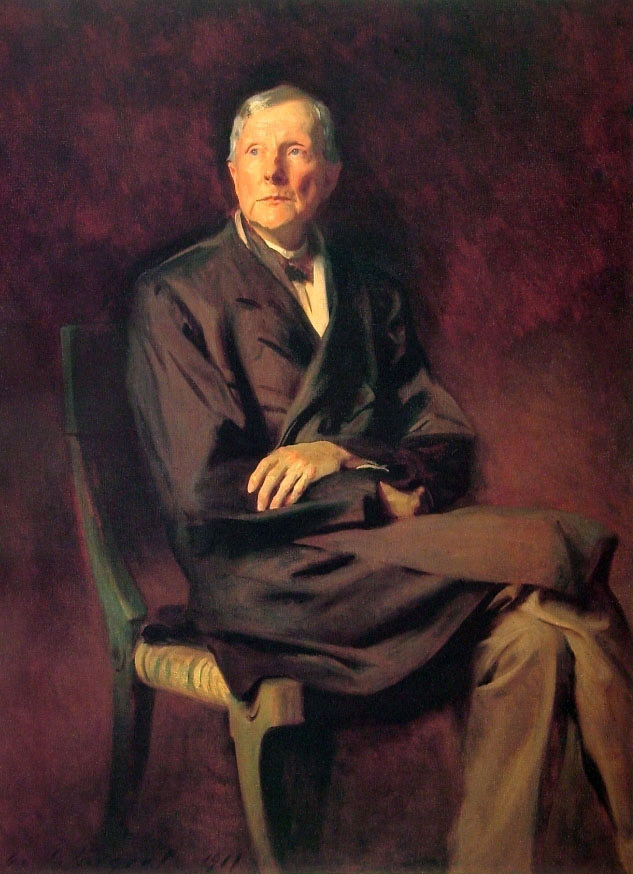
존 록펠러의 초상화, 1917년

1865년부터 1913년경 사이에, 미국은 세계에서 가장 선진적인 산업 국가로 성장했다. 토지와 노동력이 풍부하고 기후가 다양하며, 운하, 강 및 해안 수역 등 항해 가능한 수역으로 발흥하는 산업, 경제, 교통 수요를 충족하고, 천연 자원이 풍부하여 저렴한 에너지, 신속한 수송을 가능하게하고 또한 자본이 윤택하게 사용되어, 제2차 산업 혁명을 강력하게 추진할 수 있었다.
"철있는 곳에 석탄이 있었다." 제품 생산은 수공업에서 공장 생산으로 옮겨 갔으며, 생산을 위한 조직, 협조 관계와 범위가 확대되었고, 기술의 발전과 교통 수단의 발전이 박차를 가하고 있었다. 철도가 서부를 연결하여도 없었던 곳에 농장, 마을과 시장이 들어섰다. 최초의 대륙 횡단 철도는 국가를 우선하는 사업가들에 의해 영국의 돈을 쓰며 아일랜드인과 중국인의 노동력으로 건설되었고, 이전에 접근하기 어려웠던 곳으로의 여행을 가능하게 했다. 철도 건설 자본, 대출 및 농부가 되려는 사람에게 큰 기회가 되었다.
제철 및 제강에서는 베서머 법이나 평로 같은 신기술이 발명되었고, 화학 등 다른 과학 분야에서 유사한 혁신이 일어나 생산성이 크게 향상되었다. 전보 및 전화 등 새로운 통신 수단은 관리자들이 먼 거리에 떨어저 있어도 협조할 수 있도록 했다. 헨리 포드가 시작한 이동 조립 라인과 프레드릭 윈슬로 테일러의 과학적 관리법 등 노동과 조직의 편성에도 큰 혁신을 가져왔다.
이 시대에 요구되는 대기업의 재무을 뒷받침하기 위해 지주 회사가 등장하여 사업 조직의 지배적인 형태가 되었다. 법인은 트러스트(담합)를 맺어 확대해 나가면서 경쟁 회사가 없는 독점이라는 형태도 출현했다. 높은 관세가 외국과의 경쟁에서 미국 공장과 노동자를 보호하고 연방 정부의 철도에 보조금이 투자자, 농부 및 철도 노동자를 풍성하게 하였고 수많은 마을과 도시를 건설하게 했다. 정부의 각 부처는 대체로 노동자가 조합을 만들어 파업을 하는 것을 중지하도록 움직였다.
집합적으로 "강도 남작"(robber baron)이라고 불린 앤드루 카네기, 존 록펠러 및 제이 굴드와 같은 대형 산업 자본가가 큰 부와 권력을 쌓았다. 부를 축적하기 위한 냉혹, 비정한 경쟁 속에서 오래된 방식의 직공들의 숙련 노동은 많은 월급을 받는 숙련 노동자나 기사에게 길을 내주고 나라 전체가 기술 기반으로 축이 이동했다. 한편, 지속적인 이민자의 유입으로, 특히 광업과 제조업에서 값싼 노동력의 유용성이 높아졌다.

### 도금 시대
‘도금 시대’(gilded age)는 1873년 대불황 이후에 제2차 산업 혁명의 새로운 공업화 경제의 부상으로 등장한 극소수의 사람들에 의해 향유된 시기이다. 그것은 극적인 사회 변화를 연출한 부의 전환의 시대로 가속되었다. 처음 초부호 계급인 ‘산업의 주역’ 즉 ‘강도 남작’을 낳았으며, 그들의 사업과 사회 및 가족 관계의 네트워크가 잘 정의된 경계가 있는 앵글로색슨과 개신교가 대부분인 사교계를 지배했다. ‘도금 시대’(gilded age)라는 말은 1873년에 간행된 마크 트웨인과 찰스 더들리 워너의 저서 《도금 시대 : 오늘날의 이야기》(The Gilded Age: A Tale of Today)에 사용된 것이 처음으로, ‘도금’과 ‘황금’의 아이러니한 차이를 나타내고 있었다.
재건 시대가 끝나고 당면한 정치적인 문제가 적어진 가운데 1880년 미국 대통령 선거는 당시까지 유래없이 조용한 선거가 되었다. 공화당 후보자 제임스 가필드가 당선되었으나, 부임하면서 몇개월 후에는 원한을 품은 공직 추구자 찰스 기토에게 총상을 입었다. 대통령은 2개월 후 사망했으며 부통령의 체스터 A. 아서가 후계자가 되었다.
금박의 시대에 정치는 놀라울 정도로 타락해 있었지만, 그럼에도 불구하고 유권자는 열성적이었으며, 1872년에서 1892년 기간의 투표율은 높았다. 큰 문제가 없다는 것은 선거 결과를 결정하는 것이 후보자의 개성임을 의미했다. 1884년 미국 대통령 선거는 공화당의 제임스 G. 블레인과 민주당 그로버 클리블랜드 사이에 추악한 이전투구가 되었고, 결국 클리블랜드가 승리하여 제 22대 대통령에 당선되었다.
북동부의 탄탄한 지배 계급은 ‘미국 르네상스’를 선언하는 자신감을 보이며, 이 시대를 특징짓는 새로운 공공시설 건설을 붐을 이루었다. 여기에는 병원, 박물관, 학교, 오페라 하우스, 공공 도서관, 교향악단이 있었고, 1893년 시카고 엑스포 이후에는 보자르 건축양식이라는 건축이 융성했다.
금박의 시대에 중요한 것은 극적인 교육의 변화, 이민의 동화, 종교 운동 및 윌리엄 랜돌프 허스트와 조지프 퓰리처로 대표되는 새로운 전국지의 거대 제국이 구축된 것이었다.

## 사회 역사
도시화는 산업화(공장과 철도의 성장)와 농업의 확대와 보조를 맞췄다. 도시의 급성장으로 유럽, 프랑스계 캐나다인과 중국인의 대규모 이주도 가능하게 되었다.

### 이민
1840년에서 1918년 사이에 전례없이 다양한 이민자의 물결이 미국에 도착했고, 그 총수는 약 27,50만 명에 달했다. 그들은 다양한 지역에서 온 이민자들이었다. 유럽에서 2400만명(89%)가 왔으며, 독일인 600만명, 아일랜드인 450만명, 이탈리아인 475만명, 잉글랜드, 스코틀랜드 및 웨일즈에서 420만명, 오스트리아-헝가리 제국에서 420만명, 스칸디나비아에서 230만명, 러시아 330만명(대다수가 유대인 및 폴란드인과 리투아니아인 카톨릭교도)이었다. 대부분의 사람은 뉴욕 항을 통해서 입국했고, 1892년부터는 엘리스섬이 이민 역이 되었지만, 다양한 민족 집단이 다른 곳에 자리를 잡았다. 뉴욕 등 동부 대도시는 유태인, 아일랜드인과 이탈리아인이 많은 곳이 되었고, 독일과 중부 유럽 출신은 중서부로 이동하여 공업 및 광업 분야에서 일자리를 얻었다. 동시에 100만명의 프랑스계 캐나다인이 캐나다에서 뉴잉글랜드에 이주했다.
이들 이민자들은 가난과 종교적 위협으로 그 모국에서 밀려나거나, 일자리나 친족과 연결되어 미국에 이끌려 온 사람들이었다. 그들은 경제적 기회의 출현(안정된 공장 노동자 또는 경작 가능한 농지의 농업 형태로) 또는 아일랜드 감자 기근과 같은 위기에서 도망쳐 나왔다. 종교적, 정치적 박해를 피해 온 사람도 많았다. 특히 19세기 후반에 작센(독일)에서 보수적인 루터 교회들과 러시아와 오스트리아- 헝가리 제국에서 유대인이 두드러졌다. 정치적 억압과 징병 제도도 미국에서 더 나은 삶을 추구한 대량 이민의 이유가 되었다.
이민자의 대다수가 환영을 받은 반면, 아시아 이민자는 그렇지 못했다. 철도 건설을 위해 많은 중국인이 서해안에 도착했지만, 유럽 이민자들과는 달리 완전히 다른 문화를 가지고 있었다. 캘리포니아주 등 서부에서 격렬한 반대로 중국인 폭동이 일어난 후에, 연방 정부는 1882년에 《중국인 배척법》(Chinese Exclusion Act)을 통과시켰다. 1907년의 비공식적 합의에 따라 《신사협정》(Gentlemen's Agreement)으로 일본인의 이민도 중지되었다.
일시적으로 미국에 머물며 고국으로 돌아가려는 이민자도 있었지만, 그런 사람은 상대적으로 영향력을 쌓을 수 있었다. 그러나 대부분의 사람은 그 모국을 떠난 상태로 신세계에서 더 나은 삶을 얻을 것을 기대하고 미국에 머물렀다. 이때의 자유와 부를 쌓으려는 소망은 ‘아메리칸 드림’이라는 유명한 말로 표현되었다.

### 인종 문제의 악화
1870년대 말부터 흑인은 미국 재건의 시기에 얻었던 많은 권리를 상실했고, 점차 인종 차별을 받게 되었다. 린치와 인종 폭동 등 차별에 의한 폭력이 늘어나, 남부 흑인의 생활수준이 크게 후퇴하였다. 1877년 타협 후에 성립된 〈짐크로우 법〉과 쿠 클럭스 클랜(KKK)의 발흥이 사회 불안의 주요 요인이 되었다. 1879년에는 이미 중서부를 향해 탈출하는 사람이 많았고, 제1차 세계 대전에 시작된 ‘흑인 대이주’ 사이에 이 운동이 거세졌다. 얼굴을 검게 칠한 백인이 ‘민스트럴 쇼’와 같은 프로그램에서 연기를 하는 전형적인 인종 차별을 재현했다. 유명한 배우로는 샘 루카스(1850년 –1916년)가 있으며, 해리엇 비처 스토의 “톰 아저씨의 오두막” 연극에서 톰 아저씨 역을 맡은 첫 흑인이었다.
1896년 미국 연방 대법원은 ‘플래시 대 퍼거슨 사건’ 판결에서 인종 분리에 대하여 ‘분리를 해도, 평등하면 된다’는 원칙을 지지하고, 미국 헌법 수정 제14조 및 동 제15조를 실질적으로 무효화시켰다.
데이비드 와크 그리피스의 1915년 작품 《국가의 탄생》(The Birth of a Nation)이라는 영화는 쿠 클럭스 클랜의 두 번째 발흥을 세상에 전파하고 ‘과학적 인종 차별’ 이론이 이전의 차별 편견과 백인 우월주의의 옹호에 새로운 정당성을 부여했다.
19세기에는 백인이 다른 모든 것에 대해서 우수하다는 개념이 과학적 사고의 주류가 되었다. 그리하여 아마추어 인류학자이자, 우생학자로, 뉴욕 동물학 협회의 회장인 매디슨 그랜트는 1906년 뉴욕시의 브롱스 동물원에서 콩고의 피그미 족 오타벤가를 원숭이나 다른 동물과 함께 전시했다. 그랜트의 명령으로 동물원 지배인은 오타벤가를 오랑우탄과 같은 우리에 넣고 ‘잃어버린 고리’로 표시하며 진화론에서 오타벤가 같은 아프리카인은 유럽인보다 원숭이에 가깝다는 가설을 연출했다.

### 농민과 포퓰리즘의 부상
19세기 미국의 농업은 그 현저한 발전이 있었음에도 불구하고 농부들은 반복되는 힘든 시기를 경험하고 있었다. 몇 가지 기본적인 요소로서 토지의 피폐, 자연 재해, 자급자족 비율 감소와 연방 정부의 적절한 법적 보호와 지원의 부족이 있었다. 그러나 가장 큰 요소는 과잉 생산이었다. 단위 면적당 수확량을 크게 증가시킨 농업 기계의 개량과 함께 철도의 혜택과 평원 인디언을 거류지에 밀어 넣는 것으로 서부 개척지가 열렸고, 경작 면적은 19세기 후반 비약적으로 확대되었다. 캐나다, 아르헨티나 및 호주와 같은 대국과 마찬가지로 농업 용지의 확대가 진행되어, 과잉 생산과 미국 제품이 많이 팔리고 있던 국제 시장에서 낮은 가격이라는 문제를 낳았다.
개척자들이 서부로 진행되면 될수록 그 제품을 시장에 운송하기 위해 독점적 철도 의존율이 높아졌다. 동시에 농부들은 공산품에 높은 비용을 지불하게 되었다. 이것은 동부의 산업 자본가에 지원된 연방 정부의 보호 관세가 오래 유지되었기 때문이었다. 시간이 지남에 중서부와 서부의 농부는 그 토지의 저당권을 가지고 은행에 큰 빚을 짊어지게 되었다.
남부에서는 남부맹방의 몰락으로 농업 습관에도 큰 변화가 일어났다. 가장 중요한 것은 농부가 종이나 생필품에 대한 대가로 토지 소유자에 수확물의 절반을 주는 ‘분익농법’(Metayage)이었다. 남부 흑인 농부의 80%, 그리고 백인 농부의 40%는 남북 전쟁 후 이 쇠퇴해가는 구조 아래에서 생활했다. 소작농의 대다수는 빚에 쪼달렸고, 거기에서 벗어나는 유일한 도망 수단은 수확량을 높이는 것이었다. 이것은 면화와 담배의 과잉 생산으로 이어졌고 (판매 가격 하락과 소득 감소와 연결), 땅은 피폐하고 토지 소유자도 소농도 가난해진 사람이 많았다.
일반적인 농업 문제를 해결하려고 한 최초의 조직적인 움직임은 농민 공제 조합이었다. 1867년에 미국 농무부 직원에 의해 시작된 이 조합은 당초 대부분의 농가가 경험하고 있던 고립화에 대항하는 사회 운동이 되었다. 여성의 참여가 적극적으로 장려되었다. 1873년 위기에서 가속된 조합 운동은 2만 지부와 150만명의 조합원 수를 자랑하게 되었다.
농민 공제 조합은 그 대부분은 결국 실패로 돌아갔지만, 자신의 시장, 상점, 가공 공장 및 협동조합을 설립하는 계기가 되었다. 또한 1870년대에는 어느 정도의 정치적 성공도 거뒀다. 일부 주에서는 농민 공제 조합법을 제정하여 철도와 창고 가격을 제한했다.
1880년경 농민 공제 조합 운동은 쇠퇴하기 시작했고, 농민 동맹으로 대체되었다. 1890년 경에 이 동맹은 뉴욕 주에서 캘리포니아 주까지 약 150만명의 회원을 모았다. 이와 병행하여 흑인의 조직인 유색 인종 농민 전국 연합은 100만명 이상의 회원을 가지게 되었다.
농민 동맹은 그 시작 시점에서 정교한 경제 프로그램을 가진 정치 조직이었다. 초기의 정치 강령에 의하면, 그 목적은 ‘미국의 농부를 계급적 입법이나 유입 집중 자본으로부터 보호하기 위해 단합’이었다. 그 프로그램은 철도를 완전히 국유화 못하면 규제하고, 빚을 갚고 쉽게 하기 위해 인플레이션을 조장하는 관세를 낮추고 정부가 소유한 창고와 싼 가격의 임대 시설을 설립하는 것도 요구했다. 이들은 오캘라 요청이라고 했다.
1880년대 후반 가뭄이 연속적으로 서부를 덮쳤다. 4년간 캔자스 서부는 인구의 절반을 잃었다. 사태를 더 악화한 것은 1890년 매킨리 관세였으며, 어느 때 보다 높은 관세였다. 이것이 농기구의 가격을 올리고 미국 농부의 파멸을 가져오는 것이었다.
1890년 경 농민의 곤궁함은 유래없이 높아졌다. 유명한 《포퓰리즘》의 작가이자, 선동가인 메리 엘리자베스 리스는 농부에게 ‘옥수수 수확량을 낮추는 소란’이 필요하다고 주장했다. 농민 동맹은 남부에 동조적인 민주당과 서부에서는 작은 제3의 정당과 협력하여 정치 권력을 요구했다. 이러한 요소에서 인민당이라는 새로운 정당이 만들어졌다. 1892년 선거에서는 이 신당과 남부와 서부의 주 정부의 지배 세력과의 연합하여, 미국 의회 상원과 하원에 적지 않은 의원을 당선시킬 수 있었다. 1892년에 농민 동맹의 첫 대회가 네브래스카주 오마하에서 열렸으며, 농부, 노동자 및 사회 개혁 조직의 대표들은 산업과 상업 트러스트에서 금전적 이익만 아는 절망적으로 부패에 빠진 미국 정치에 일침을 가하자고 결정했다.
인민당의 실제적인 강령은 은의 무제한 주조를 포함, 토지, 운송 및 금융 문제에 초점을 맞췄다. 1892년 선거에서는 인민당이 서부와 남부에서 상당한 힘을 발휘했으며, 인민당 대통령 후보는 100만표 이상을 획득했다. 그러나 곧 모든 문제에 그림자를 드리운 것은 금본위제를 주장하는 것에 대해 은본위제를 주장하는 통화 문제였다. 서부와 남부의 농민 대표는 인의 무제한 주조에 복귀할 것을 요구했다. 그 문제가 통화량의 부족에서 오고 있다고 확신한 농민 동맹은 통화량을 증가시켜, 간접적으로 농업 생산자 가격을 올리고, 공장 노동자의 임금도 올려 인플레이션이 발생하면 부채를 쉽게 갚을 수 있다고 주장했다.
한편 보수 세력과 금융 소식통은 그런 정책이 비극이 발생할 수 있다고 생각하고 인플레이션이 일단 시작되면 멈출 수 없다고 주장했다. 당시의 가장 중요한 금융 상품인 철도 채권은 금으로 지불할 수 있었다. 철도의 운임과 운송 비용이 은화로 반 값이 되면 철도는 몇 주 이내 파산하고 수십만 명이 실직하고 산업 경제를 파괴하며, 금본위제 만이 경제 안정을 뒷받침할 수 있다고 주장했다.
1893년 금융 위기가 논란의 긴장 관계를 높였다. 남부와 중서부에서 은행의 파산이 이어졌다. 실업자가 넘치고 농산물 가격은 급락했다. 이 경제 위기에 클리블랜드 대통령의 무능이 더해져 민주당은 분해 직전이 되었다.
은본위제와 자유 무역을 지지하는 민주당은 1896년 대선이 다가오자 인민당 운동의 잔당을 흡수했다. 그해 민주당 전당 대회에서는 미국의 정치사에서 가장 유명한 연설 중 하나가 되었다. 네브래스카주 출신의 젊은 은본위제 옹호자 윌리엄 제닝스 브라이언은 “금 십자가에 인류를 매달아서는 안된다”고 호소하면서 민주당 후보 지명을 얻어 냈다. 인민당의 잔당도 브라이언의 움직임 속에서 발언권을 유지하려고 기대하고 브라이언을 지지했다. 브라이언은 캘리포니아주와 오리건주를 제외한 서부와 남부의 모든 주를 제패했음에도 불구하고, ‘풀 코스 식사’(A Full Dinner Pail)을 선거 슬로건으로 한 공화당 후보 윌리엄 매킨리에 패배했다. 매킨리는 인구가 많고 산업화가 진행된 북부와 동부를 기반으로 하고 있었다.
이듬해 금융 문제는 기업이 자신감을 회복하면서 나아지기 시작했다. 대부분의 상거래가 금이 아닌 은행권으로 취급되는 것을 인식하지 않았던 은본위제 주장들은 새로운 경기가 유콘 준주에서 발견된 금 때문인 것으로 생각했다. 1898년 미국-스페인 전쟁이 국민의 관심을 끌면서, 국민의 관심은 인민당의 주장에서 멀어졌다. 그러나 이 운동이 무너졌어도 그 개념은 남아 있었다. 인민당의 한 무리가 개념을 지지하면 미국 정치가 대부분이 거부하는 오점이 되었다. 몇 년 후 이 오점이 잊혀지자 미국 상원의 직접 선거와 같은 인민당이 주장하는 개혁이 현실화되었다.

## 산업화
현재 미국 공장 노동자의 삶에 비해 19세기 미국 공장 노동자의 생활은 쉽지 않았다. 임금은 유럽에 비해 2배였으나, 노동 조건은 가혹하고 여유가 없었다. 1873년과 1893년에 국내를 덮친 대불황은 임금을 낮추고, 높은 실업률과 불완전 고용률을 낳았다.
19세기 후반을 지배한 부와 권력을 거대하게 집중시킨 ‘크로니 캐피탈리즘’ (crony captialism 연고자본주의)는 완성된 제도에 반항한 사람들에 대해 단호한 대응을 했던 사람의 말에 휘둘리는 재판관에 의해 후원되었다. 판사들은 당시 널리 퍼져 있던 철학에 단순히 따를 뿐이었다. 존 록펠러는 “대기업의 성장은 단순히 가장 잘 적응하는 것이 살아남을 것이다”라고 말한 것으로 알려져 있다. ‘사회 다윈주의’로 알려진 이러한 생각은 사업을 규제하려 하는 어떤 시도도 종의 자연 진화를 늦출 만한 것이라고 주장하는 많은 이기적인 사람으로부터 지지를 받았다.
이 산업주의의 피해자에 대한 무관심으로 인한 비용은 컸다. 수백만 노동자의 삶과 노동 조건은 형편없었으며, 평생 가난에서 벗어날 희망은 보이지 않았다. 이주 노동자들은 혼잡하고, 불결한 임대 주택에 살고 있었다. 산업화된 미국 노동자의 가난을 고정해 버리고 있는 것은 ‘백만장자의 궁전과 노동자 오두막의 대조’라고 말했던 앤드류 카네기와 같은 기업 지도자조차 인정했다. 카네기의 그 고귀한 감정에도 불구하고, 그 공장에서의 노동 조건은 다른 곳보다 더 낫다고 할 수는 없었다. 1900년에 이미 미국의 노동 관련 사망률은 세계 공업화된 어느 나라보다 높았다. 공장 노동자의 대다수는 하루 10시간 (철강 산업에서는 12시간) 일하고 생활비에 필요한 비용의 20%에서 40% 수준의 적은 임금 밖에 얻지 못했다. 이러한 상황은 1870년에서 1900년 사이에 두 배로 늘어난 아동노동자의 경우는 더 나쁜 것이었다.

### 노동 조직
동시에 전국의 생산성을 올렸던 기술 개량이 지속되어 전문 인력의 수요를 낮추고, 미숙련 노동자의 수요를 늘렸다. 1865년부터 1918년까지 전례없는 2,750만명의 이민자들이 미국에 유입되어 일자리를 구했기 때문에 미숙련 노동자의 예비율은 항상 성장을 계속했다.
1874년 이전에는 이 나라에서 사실상 노동에 대한 규제가 없었다. 1874년 매사추세츠가 여성과 어린이 공장 노동자는 하루 10시간 노동 시간을 제한하는 최초의 법률을 통과시켰다. 그러나 이 건에 연방 정부가 적극적으로 개입한 것은 1930년대가 되고 나서였다. 그 시대까지 근로 조건은 주와 지자체 당국에 달려 있었으며, 부유한 산업 자본가에게 노동자 대하듯 대응할 수 있는 관리는 없었다.
노동자를 전국적인 조직으로 결성하려는 최초의 큰 움직임은 1869년 ‘노블 오더 오브 나이츠 오브 레이버’(The Noble Order of the Knights of Labor)였다. 이것은 원래 필라델피아의 의류 노동자에 의해 조직된 비밀, 사교 조직이었던 것이, 흑인, 여성과 농부 등 모든 노동자에게 개방되었다. 나이츠 오브 레이버는 1885년 파업으로 위대한 철도 귀족 제이 굴드를 굴복시킬 때까지 천천히 성장해 왔다. 이때부터 1년 사이에 50만 명이 새로 가입했다.
그러나 나이츠 오브 레이버는 곧 쇠퇴를 시작했고, 노동 운동에서 그들의 지위는 점차 미국 노동 총동맹(American Federation of Labor, AFL)으로 대체되어 갔다. 시가 제조 회사의 전 조합 임원이었던 새뮤얼 곰퍼스가 이끄는 미국 노동 총동맹(American Federation of Labor, AFL)은 모든 노동자에 문호를 개방하기 보다는, 숙련 노동자에 초점을 맞췄다. 곰퍼스의 목적은 ‘순수하고 단순한’ 것이었으며, 임금을 늘려, 노동시간을 줄이고, 노동 환경을 개선하기 위한 것이었다. 이렇게 하여 초기의 노동 지도자들이 신봉하던 사회주의적인 관점에서 거리를 둔 것에 성공했다. 미국 노동 총동맹은 국내에서 점차 인정받은 조직으로 성장해 갔지만, 미숙련 노동자에 대해서는 아무 것도 할 수 있는 것이 없었다.
미숙련 노동자의 목표라는 것은 기업 경영자 인정하고 싶어 하지 않는 것이었으며, 미국의 역사상 가장 격렬한 노동 쟁의를 가져왔다. 그 중 최초의 사례가 1877년의 철도 대파업이었으며, 주의 철도 노동자가 경영자의 임금 10% 삭감에 분개하여 파업을 벌였다. 파업이 시작되자 볼티모어, 시카고, 피츠버그, 버팔로와 샌프란시스코 등 일부 도시에서 유혈 폭동으로 이어졌다. 1886년 시카고의 맥코믹 수확기 회사에서 파업을 하는 동안 2명의 노동자가 경찰에 맞아 사망을 하게 된다. 이에 대한 항의 집회를 해산하는 과정에서 누군가가 경찰에게 폭탄을 던졌다. 이것은 헤이 마켓 폭동이라고 했다. 헤이 마켓에서 11명이 사망하고, 많은 사람이 부상을 당했다.
이듬 해 1892년, 펜실베이니아주 홈스테드의 카네기 제철소에서 폭동이 일어났다. 제철, 제강과 주석 노동자의 합동 조직에 의한 격렬한 파업을 진압하기 위해 회사 측이 고용한 핑커톤 탐정사 300명이 총에 맞아 10명이 사망했다. 그 결과, 파업에 참여하는 노동자를 진압하기 위해 방위군까지 출동 요청을 받았다. 비조합 노동자가 고용되어 파업은 깨졌다. 홈스테드 공장은 1937년까지 노동조합을 완전히 금지했다.
그 2년 후 시카고 교외 풀먼 팰리스 자동차 회사가 임금을 삭감하자 파업이 시작되었고, 미국 철도 노조의 지원을 받아 전국의 철도 산업이 멈췄다. 이 시대의 창으로 그로버 클리블랜드 대통령이 지도하는 연방 정부는 경영자 편을 들었다. 미국 법무장관 리처드 올니는 자신이 원래 철도 회사의 변호사이며, 철도를 운행할 목적으로 3,000명 이상의 근로자를 대리 고용시켰다. 이에 따라 연방 법원은 열차 운행을 조합이 방해하는 것에 대해 금지 명령을 내렸다. 노동자들이 철도 회사와 연방 정부의 조치에 굴복하기를 거부했을 때, 클리블랜드는 다시 연방군을 파견하면서, 최후의 파업이 진압되었다.
당시 가장 전투적인 노동자 계급 조직은 ‘세계산업노동자’(Industrial Workers of the World, IWW)였다. 서부 광산 지역에서 더 나은 노동 조건을 요구하기 위해 싸워 조합이 모여 결성된 것으로, 일반적으로 ‘워블리즈’(Wobblies)라고 이 조합은 그 선동적인, 혁명적인 말투로 특별한 주목을 받았다. 워블리즈는 공개적으로 계급투쟁을 호소했고, 1912년 매사추세츠주 로렌스에서 섬유 산업 파업(보통 ‘빵과 장미’ 파업 Bread and Roses strike이라고도 함)에서 간신히 승리를 거두고 많은 지지자를 모았다.

## 제국주의의 부상

### 신제국주의

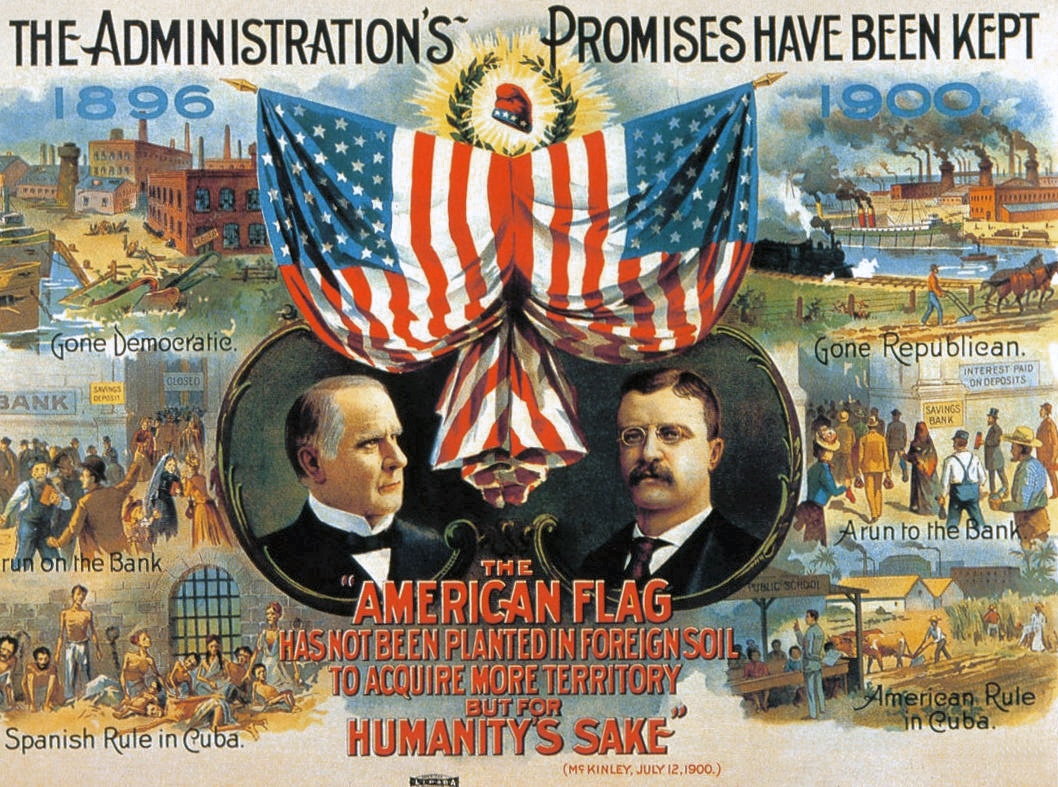
1900년 공화당 총선 포스터는 1896년의 불황과 그 당시의 번영을 비교하고 있으며, 인본주의적 외교 정책을 강조하고 있다.

1896년 미국 대통령 선거에서 윌리엄 매킨리가 압도적인 승리를 거뒀다. 매킨리는 6년 전 1890년에 매킨리 관세를 통과시키면서 국민들의 주목을 받았고, 1897년에 고율 관세법을 통과시키고 나서 급속한 경제 성장과 번영의 시대가 도래하자 국민의 신뢰를 받게 되었다.
스페인은 한때 광대한 식민지 제국을 지배하고 있었지만, 19세기 후반까지 쿠바, 푸에르토리코, 필리핀과 아프리카에 다소의 식민지를 남기게 되었다. 쿠바는 1870년대부터 반란 상태에 있었고, 미국의 신문, 특히 윌리엄 랜돌프 허스트와 조지프 퓰리처 신문은 쿠바에서 스페인 전정에 대해 격렬한 비난 기사를 실었다. 미국의 간섭을 요구하는 소리가 높아지고 있었다. 1890년, 미국 본토의 국경 소멸이 공식적으로 선언되었고, 그 도시의 운디드니 학살 사건과 미국 인디언 전쟁도 끝을 선언했다. 그 결과 ‘명백한 운명’의 시대가 끝나고, 당시 유럽 열강은 아프리카와 아시아에 식민지를 앞 다투어 개척해 나갔기 때문에 미국도 해외 영토를 획득해야한다고 생각하는 사람들이 많았다. 그러나 제국주의적 외교 정책은 미국의 원칙을 벗어난다고 주장하는 사람도 있었다.

### 미국 스페인 전쟁

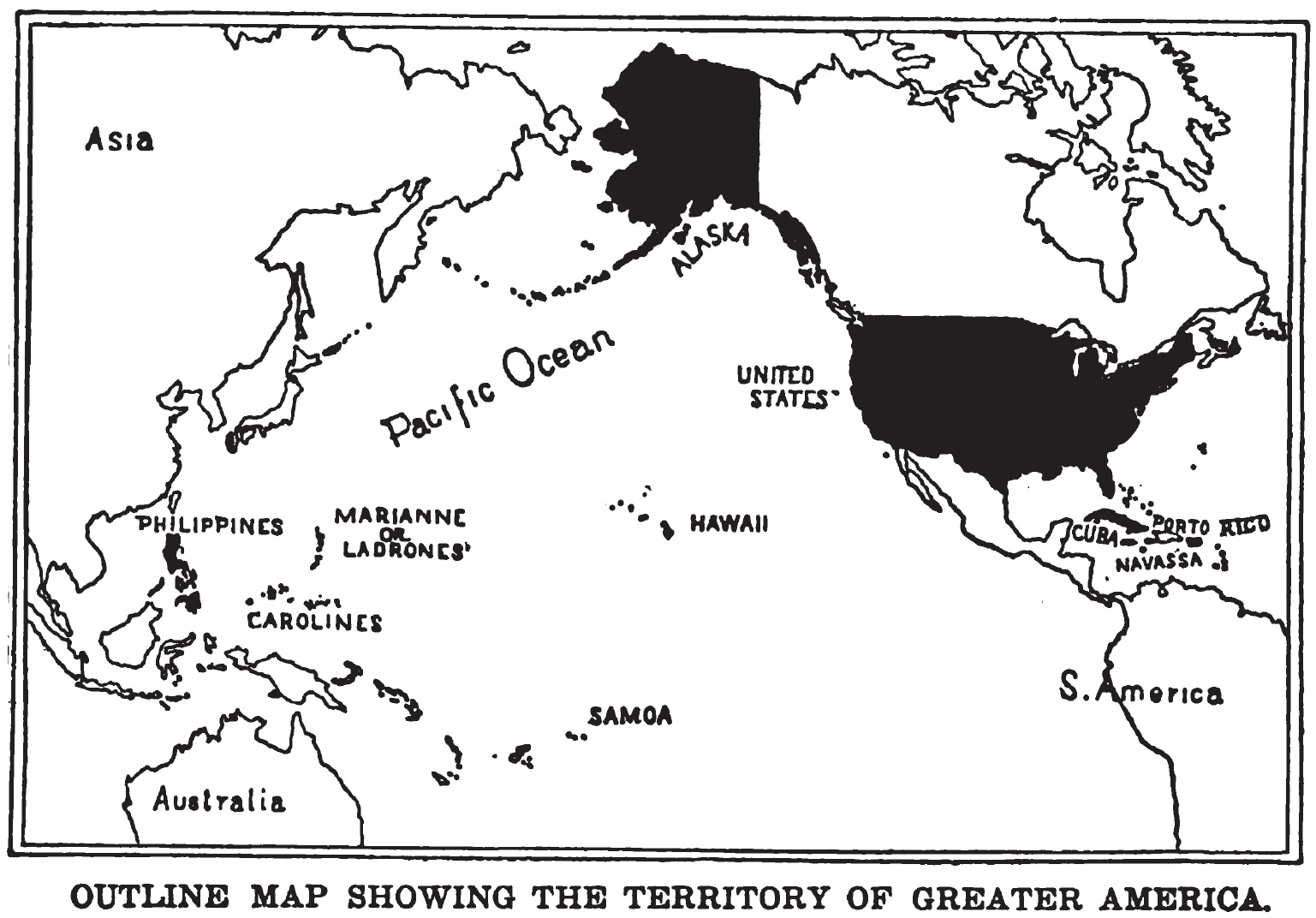
그레이터 아메리카의 포스트 스페인 미국 전쟁 지도, 쿠바와 필리핀을 담고 있다.

1898년 2월 15일 미국 해군 전함 USS 메인이 아바나 항구에서 폭발했다. 폭발의 원인은 불명확했는데, 많은 미국인은 스페인 기뢰 탓으로 돌렸고, 허스트와 퓰리처의 옐로우 저널리즘을 부채질했다. 매킨리 대통령은 사태를 진정시키려고 했지만, 그 해군 차관보 시어도어 루스벨트는 반대 입장을 취하자, 대통령은 ‘초콜릿 에클레어의 등뼈’를 가졌다고 말했다. 미국이 쿠바 혁명에 간섭할 준비를 할 양상으로 흘러가자 군대가 급속하게 동원되었다. 미국은 쿠바를 합병하자는 것이 아니라, 이 섬나라의 독립은 보장되어야 한다는 명분을 밝혔다. 스페인은 그에 대해 내정에 대한 부당한 간섭이며, 외교 관계를 악화시킬 것이라고 주장했다. 4월 25일에 미국 스페인 전쟁의 선전 포고가 이뤄졌다.
스페인은 순식간에 쿠바와 푸에르토리코 패배를 당했으며, 시어도어 루스벨트의 거친 레인저스는 푸에르토리코에서 악명을 떨쳤다. 한편 조지 듀이 해군 준장의 함대는 역시 혁명 상태에 있던 아득히 떨어진 필리핀에서 스페인 함대를 격파했다. 스페인이 항복하면서, 3개월에 걸친 전쟁은 끝났고, 쿠바의 독립을 인정했다. 푸에르토리코, 괌과 필리핀은 미국에 할양되었다. 필리핀은 1902년까지 대중에 대한 잔인한 정복 전쟁을 계속했다.
필리핀과 푸에르토리코에 대한 미국의 자본 투자는 적었지만, 정치인 가운데는 라틴 아메리카와 아시아, 특히 중국과의 무역을 확대하기 위한 전략적 전진 기지가 될 것으로 기대하는 사람도 있었다. 그러나 결과는 그렇게 되지 못했고, 1903년 이후 미국은 새로운 무역 루트로 파나마 운하에 주의를 돌렸다. 미국 스페인 전쟁은 이렇게해서 전 세계적으로 지향하는 미국의 외교 정책을 시작하게 하여, 그것이 오늘 날까지 지속되고 있다.

### 필리핀
미국은 1899년에 스페인으로부터 필리핀을 인수했다. 1898년 스페인군에 대한 봉기를 도와주었지만, 1899년에는 미국과 폭도의 관계는 어색해졌다. 미국은 필리핀 점령 첫 2년 동안 무장 독립 투쟁을 억압하여 종주국의 역할을 하려했다. 이후 항쟁 때는 4,234명의 미합중국군이 사망했는데, 주로 열대 특유의 병 때문이었다. 필리핀은 전투에서 죽은 사람이 약 2만 명으로 추산되고 있다. 굶주림과 질병으로 사망한 시민의 수는 불분명하지만, 100만 명, 즉 필리핀 인구의 10%로 추산하는 사람도 있다. 그들의 대다수는 반란군의 강제 또는 질병 확산을 방지하다가 죽었다.
미국 점령기에 영어가 공식 언어가 되었다. 그러나 필리핀은 스페인과 비사야 어, 타갈로그어, 일로카노 어 등 현지 언어를 사용하고 있었다. 미국 육군 수송선 USS 토마스에서 500명 이상의 미국인 교사가 파견되어 교육 체계를 세우기 시작했다. 또한 로마 카톨릭교는 국교에서 분리되어 바티칸과의 협의 후에 큰 교회 영지가 매입되어 민간에 분배되었다.
1914년 필리핀 주재 미국 고위 관리 딘 C. 우스터 (주재 기간 1901년 –1913년)는 미국은 필리핀에 있는 가장 미개한 부족을 정복했을 뿐만 아니라 그들과 가장 효과적인 관계를 만들어 냈다고 호언했다.
1916년 연방 의회는 필리핀을 1945년까지 독립시키도록 결의했다.

### 라틴 아메리카
미국은 미국 서부 전쟁을 통해 처음으로 쿠바와 연관을 맺게 되었다. 1901년, 미국 의회는 플래트 수정안을 통과시켰다, 쿠바 정부의 재정적 자유도를 엄격한 제한하고, 억압하였고, 관타나모 해군 기지를 설치하였으며, 쿠바의 내정에 간섭할 권리를 유지했다. 또한 쿠바 헌법에 플래트 수정 조항을 쓰도록 강제했다.
미국은 대서양과 태평양을 잇는 파나마를 가로 지르는 운하 건설에 관심을 갖게 되었다. 1903년 시어도어 루스벨트 대통령은 파나마 운하를 건설하고 지배하기 위해, 콜롬비아에서 파나마의 독립을 지지했다.
1904년 시어도어 루스벨트는 《먼로 독트린》에 대한 ‘루즈벨트 제안’을 발표했고, 서반구의 라틴 아메리카 국가들이 민주주의와 백인 앵글로 색슨 문명의 혜택을 볼 때, 무능하고, 불안정한 경우에는 미국이 간섭한다고 밝혔다. 이 소위 ‘좋은 이웃’ 정책(Good Neighbor policy)은 이후 30년간 라틴 아메리카와 카리브해에서 수많은 간섭의 구실이 되었고, 그 대부분은 미국 실업계의 이익을 지키기 위한 것이었다.
미국은 대서양과 태평양을 잇는 운하의 대체 루트로서의 가능성으로 니카라과에도 관심을 갖게 되었다. 1909년, 니카라과 대통령 호세 산토스 젤라야가 미군의 지원을 받은 반란군에게 패배를 당한 후 사임했다. 이에 따라 1912년부터 1933년까지 미국이 니카라과를 점령하게 되었다.
미국은 1915년에 아이티를 무력 점령했고, 군중에 의한 지도자들의 처형이 뒤따랐지만, 독일의 제도 침략의 가능성에 직면하자, 미국의 지역 지배 강화가 대중에게 정당화되었다. 독일의 지배에 대한 우려는 다소 현실성이 있었다. 독일은 1914년까지 아이티 경제의 80%를 차지했다. 주요 철도는 함부르크 은행가에 의하여 지배되고 있었다. 이 나라를 정치적으로 소란하게 한 혁명군에게도 후원을 하고 있었다. 이러한 정복은 미군에 의한 19년간 (1915년 –1934년)의 아이티 점령으로 이어졌다. 아이티는 유진 오닐, 제임스 웰던 존슨, 랭스턴 휴즈, 조라 닐 허스턴 그리고 오선 웰즈와 같은 수 많은 유명한 미국의 작가들에게 흑인 인종 테마에 대한 이국적인 배경이 되었다.
멕시코가 장기간 무정부 상태가 되어, 1910년에 내전이 시작될 때 미국은 이 나라에 간섭을 시작했다. 1914년 4월, 탐피코 사건에 이어 미국은 멕시코 베라크루스 항구를 점령했다. 그 이유는 우드로 윌슨 대통령이 멕시코 독재자 빅토리아노 우에르타를 제거하려고 했기 때문이다.
1916년 3월 판초 비야가 1,500명의 멕시코인을 데리고 국경을 넘어 뉴멕시코주 콜럼버스를 공격했다. 미군 기병 분견대를 공격하여 100마리의 말과 노새를 붙잡고 마을을 불태웠으며, 시민 17명을 죽였다. 윌슨 대통령은 존 퍼싱 장군이 지휘하는 12,000명의 군대를 파견하여 비야를 추적했다. 이 원정은 그 목적을 이루지 못하고 실패했고, 1917년 1월에 퇴각했다.
1916년, 미국은 도미니카 공화국을 점령했다.

## 진보의 시대

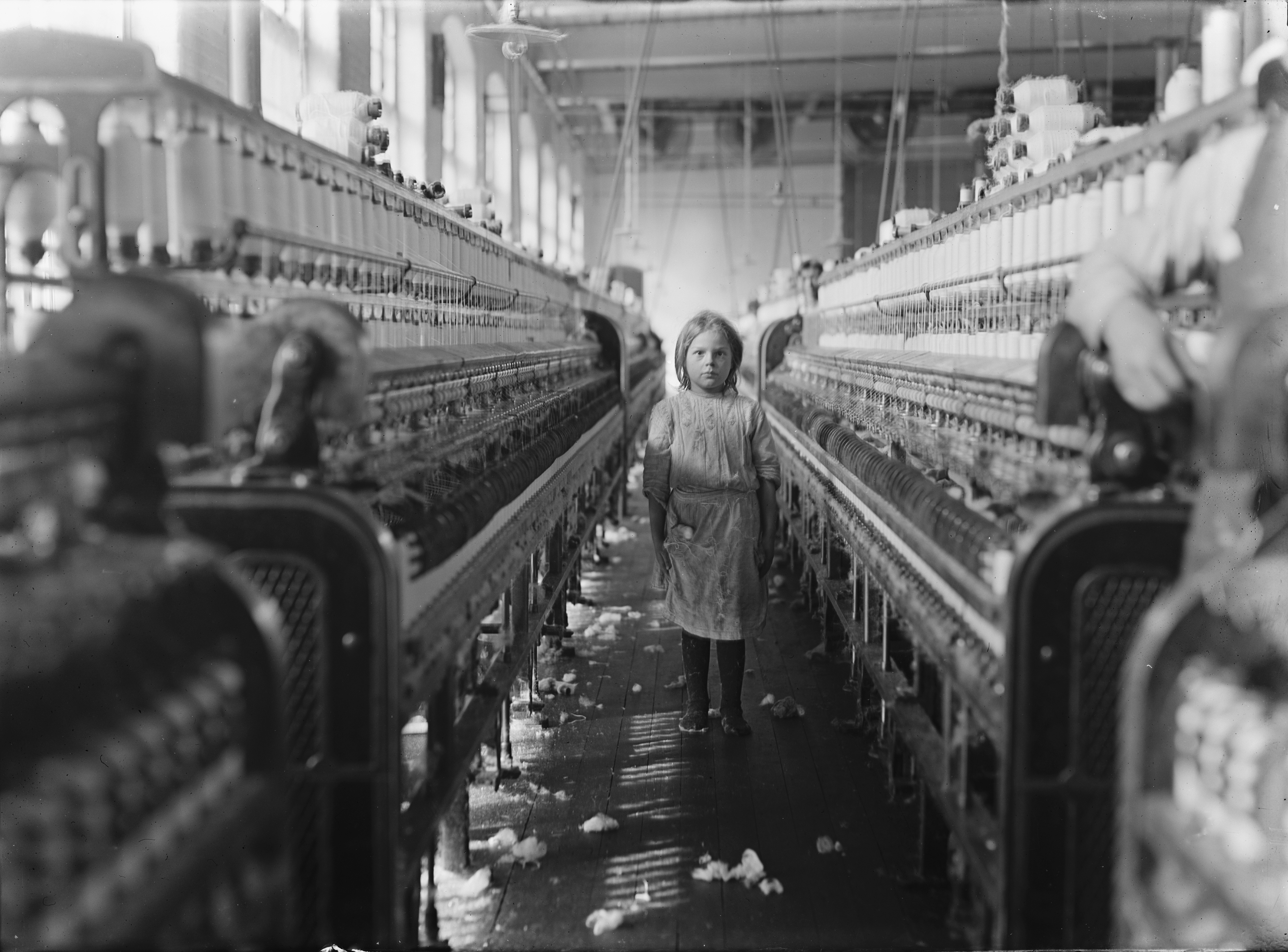
어린이 노동자, 사우스캘리포니아, 뉴베리, 1908년

1900년 미국 대통령 선거 결과, 특히 외교 정책에 대해 매킨리 행정부를 결정하는 기회를 주었다. 필라델피아에서 개최된 공화당 전당대회는 스페인과의 전쟁에서 승리한 것에 대한 축하하기 위해 번영의 재현과 문호 개방 정책을 통해 새로운 시장을 개척할 것을 표명했다.
1900년 선거는 대부분 1896년의 재판이 되었지만, 새로운 문제로 제국주의가 대두되었다. (하와이는 1898년에 미합중국의 주로 합병되었다). 윌리엄 제닝스 브라이언은 제국주의를 비난하며 다시 자유로운 실버를 내걸고 선거 운동을 했지만, 평화와 번영, 낙천적 전망으로 인해 두 번째 패배를 당했다.
매킨리 대통령은 2기의 시작도 높은 인기를 자랑하고 있었지만, 오래 가지 못했다. 1901년 9월, 뉴욕주 버팔로 박람회에 참석한 동안, 아나키스트인 레온 쵸루고스에 의해 저격을 당해 사망하였다. 매킨리는 암살된 미국의 세 번째 대통령이 되었다. 3명 모두 남북 전쟁 이후 40년 미만 사이의 일이었다. 부통령이었던 시어도어 루스벨트가 대통령직을 승계했다.
루즈벨트의 취임은 국내적으로도, 국제 사정에서도 미국 정치에 새로운 시대를 분명히 했다. 대륙은 미국 태생이 아닌 사람들로 북적였고, 국경은 사라졌다. 나라의 정치 기반은 외국과의 전쟁과 내전과 경기 오르내림의 시험이 지속되었다. 농업, 광업과 산업에 큰 진전이 이뤄졌다. 하지만 대기업의 영향력은 전례없이 커져있었다.
1883년 〈공무원 개혁법〉 (또는 〈펜들턴 법〉)으로 연방 직원의 대다수는 능력주의에 의해 평가를 받은 이른바 ‘엽관 제도’는 끝나게 되었고, 연방 정부의 전문화와 합리화가 인정되었다. 그러나 지방 자치 정부는 부패한 정치가, 정치 기구와 ‘정치 보스’의 손에 남겨진 상태였다. 많은 주, 군과 지방 자치 단체는 엽관제도가 오래 유지되었고, 태머니 홀 조직에 이르러서는 뉴욕 시가 공무원 제도를 개혁한 1930년대까지 남아 있었다. 일리노이주는 프랭크 로덴 하에서 1917년에 그 관료주의를 개혁했지만, 시카고는 1970년대까지 이익 공여 제도를 질질 끌었다.
도시의 정치 보스와 부패한 ‘강도 남작’에 대한 개혁 운동으로 많은 자칭 진보주의가 등장했다. 사업의 실효성 있는 규제, 부활된 공무원의 참여와 국가의 복지와 이익을 보장하는 정부 주도 범위의 확대에 관한 요구가 늘어났다. 정치, 철학, 사회 또는 문학에서 세계의 거의 모든 저명한 인물이 적어도 일부는 개혁 운동에 참여했다.
이러한 정치적 결함에 대해 1890년대에 ‘진보주의’라는 시대정신이 일어났고, 1917년에 미국이 제1차 세계 대전에 참가할 때까지 계속되었다.
트러스트의 대형 회계, 불결한 식료품과 철도 학대 관습을 취급 기사가 일간지와 《맥클루어》(McClure's)나 《콜리에즈》(Collier's)와 같은 인기 있는 잡지에 등장하기 시작했다. 스탠다드 오일 트러스트를 규탄했던 언론인 이다 M. 타벨 같은 저자는 ‘머크래커즈’(Muckrakers, 추문 폭로자)로 불리게 되었다. 작가 업턴 싱클레어는 소설 《더 정글》 (The Jungle)에서 시카고의 육류 가공 공장의 비위생적인 실태나 국내 육류 공급 루트의 쇠고기 트러스트의 일면을 폭로했다.
진보주의 시대 작가의 강한 충격은 대중 사이의 특정 부분의 목표를 격려하고 특히 대형 노동 조합과 대자본가에 끼인 중산층이 정치적 행동을 하도록 자극했다. 많은 주에서는 사람들이 살고, 일하는 조건을 개선하는 법을 제정했다. 제인 애덤스와 같은 저명한 사회 비평가의 추천으로 〈아동노동법〉이 강화되어, 연령 제한을 올리고, 노동 시간을 단축하고, 야간 노동을 제한하고, 학교에 출석을 요구하는 새로운 법이 채택되었다.

### 시어도어 루즈벨트
20세기 초까지 대도시 대부분과 주의 절반 이상에서 공공사업에 대해 1일 8시간 노동 제도를 정착시키고 있었다. 이와 마찬가지로 중요한 것은 노동자 재해보상법이었으며, 고용주는 고용인이 노동 중에 입은 부상에 대해 법적으로 책임을 지게 되었다. 새로운 세법도 채용되어 유산에 과세하는 것으로 당시의 연방 소득세의 기초를 만들었다.
루즈벨트는 ‘공정한 거래’를 요구하면서 반독점 집행에 대해 연방의 감독 권한을 강화하는 정책을 시작했다. 이후 철도에 대한 정부의 감독 권한을 확대하고 주요 규제법의 성립을 가속시켰다. 이 법 중 하나가 노출되는 운송료를 합법적 표준에 맞추어 화물주도 리베이트에 대해서도 철도 회사와 동등하게 책임이 있다고 했다.
1904년 미국 대통령 선거에서 루즈벨트는 재신임을 받게 되었다. 선거인 선거에서 압도적으로 승리로 힘을 얻은 루즈벨트는 더욱 철저한 철도 규제를 요구했고, 1906년 6월, 의회는 헵번 법을 통과시켰다.
그러면서 주의 주간 통상위원회에 요금을 규제하는 현실적인 권한을 부여하고, 위원회의 관할 범위를 넓혀, 철도 회사가 증기선 운항 회사와 석탄 회사와 연계하여 얻는 이익을 포기시켰다. 이 시기에 대규모 석탄 파업이 일어나 많은 미국인이 겨울에 동사할 수도 있는 사태가 발생했다. 루즈벨트는 광산주를 백악관에 초청하여 파업 중인 노동자와의 합의하지 못하면 회사를 국유화하겠다고 위협했다. (그러나 국유화는 위헌이었다).
한편, 의회는 새로운 상무노동부(Department of Commerce and Labor)를 신설하고 장관을 내각에 추가했다. 신설된 부의 한 부서가 대기업 집단의 내정에 대한 조사권을 가졌고, 1907년에는 미국 설탕 정제 회사가 상당한 수입 관세에 대해 허위 신고한 것을 찾아냈다. 이후 소송에서 400만 달러 이상을 회수하고 여러 명의 회사 임원에게 유죄 판결을 내렸다.
국가의 천연 자원과 아름다운 경관의 보존도 루즈벨트 시대에서도 주목할 만한 업적이다. 환경 보호, 개간과 관개에 대한 내용은 1901년 의회에서 행했던 연간 교서에서 그 원대한 통합 계획을 요구했다. 매킨리 전 대통령이 보호 구역과 공원을 위해 숲 4,600만 에이커 (188,000 km2)를 보호한 반면, 루즈벨트는 1억 4,600만 에이커 (592,000 km2)를 추가했고, 산불 방지를 위해 또한 벌거숭이 땅에 나무를 심기 위해 체계적인 조치를 시행했다. 루즈벨트는 그 친구의 기포드 핀조를 삼림 감독관으로 임명하여, 공유지의 새로운 과학적 관리를 활성화시켰다. 루즈벨트는 50곳의 동물 보호 구역과 5곳의 국립공원을 새로 지정하고, 그랜드 캐년과 같은 국립 기념 지역을 지정하는 제도를 시작했다.

### 윌리엄 태프트
루즈벨트의 임기는 1908년 미국 대통령 선거를 맞이했을 때 그 정점에 도달했지만, 지금까지의 어떤 대통령도 두 번 이상의 임기를 초과하지 않은 전통을 깨고 싶지 않았다. 대신 윌리엄 태프트를 지지했다. 민주당 측에서 윌리엄 제닝스 브라이언이 후보로 나서 세 번째 도전을 했지만, 남부에서만 통했을 뿐이었다. 원래 판사였던 태프트는 미국이 지배한 필리핀의 초대 총독이었으며, 파나마 운하의 감독관이었으며, 그의 달러 외교를 진전시킨 인물이었다.
태프트는 트러스트를 계속 비난해 왔으며, 주간 통상위원회의 권한을 더욱 강화시켜, 우체국 예금 제도와 우편 소포 제도를 만들어 공공사업을 확대하고, 미국 헌법 2개의 수정 조항을 통과시키도록 했다. 미국 수정 헌법 제16조에서 소득에 대한 연방세를 인정했고, 1913년에 비준된 수정 헌법 제17조에서 주 의회에 의해 선출한 미국 상원 의원을 일반 선거로 선출하는 것을 의무화했다.
이러한 성과를 거둔 반면, 태프트가 보호 관세를 허용한 것은 혁신주의자의 분노를 샀다. 애리조나주가 혁신적인 헌법을 만들었기 때문에, 미합중국의 가맹에 반대했다. 또한 공화당 내에서 보수파로 쏠리게 되었다. 1910년 경 공화당은 분열되었고, 민주당은 압도적인 득표율로 의회를 장악하게 되었다.

### 우드로 윌슨
2년 후, 1912년 미국 대통령 선거는 뉴저지의 혁신적인 주지사인 민주당의 우드로 윌슨이 공화당 후보 태프트와 맞상대가 되었다. 또한 시어도어 루스벨트는 태프트의 정책에 불만을 품고 있었으므로, 세 번 출마하지 않겠다는 약속을 깨고 출마했다. 루즈벨트는 공화당에서 공천을 받지 못했기 때문에 제3의 정당인 진보당 후보가 되었으며, 그 당은 일반적으로 ‘불무스 당’(Bull Moose Party)이라고 불렸다. 이 선거는 루즈벨트와 윌슨의 다툼이 되었고, 현직 대통령 태프트 단지 선거인단표 8표 확보에 그쳐 참패를 당했다.
윌슨은 활발한 선거 운동으로 두 경쟁자를 물리치고 당선되었다. 윌슨의 주도로 새로운 의회는 미국 역사에서 가장 유명해진 법률을 통과시켰다. 그 최초의 일은 관세였다. 윌슨은 “관세를 바꿔야 한다. 겉으로 특혜로 보이는 것은 어떤 것이든 폐지해야 한다.”고 말했다. 1913년 언더우드 관세는 원자재, 식량, 면과 모직 제품, 철과 강철에 관한 관세를 현저히 낮추고, 기타 100개 이상 품목에 대해서는 관세를 철폐했다. 이 법은 아직도 많은 보호 관세의 성격이 남아 있었지만, 미국 노동자의 생활비를 진정으로 낮추려는 시도였다.
민주당 프로그램의 두 번째 과제는 은행과 통화 제도의 개편이었다. 윌슨은 “통제는 공적인 것으로, 사적이어서는 아니되며, 정부 자체에 권한을 부여해야 하기 때문에 은행은 기업이나 개인 사업가와 주도권의 도구이지 주인은 아니다”고 말했다.
1913년의 〈연방준비법〉은 윌슨의 성과로는 가장 오래간 업적이었다. 왜냐하면 그가 월스트리트와 토지균분론자 사이의 타협을 성공적으로 이끌어냈기 때문이다. 이것은 기존의 은행에 전국을 12 구역으로 나눠서 새로운 조직을 부과했다. 각 지역에는 연방 준비 은행을 두고 모든 연방 준비제도 이사회의 감독 하에 두었다. 연방 준비 은행 제도에 참여한 은행은 현금을 보관하는 장소로 역할을 했다. 이 제도가 시행될 때까지 미국 정부는 금 공급 관리의 대부분을 규제가 없는 민간 은행에 맡기고 있었다. 공식 태환 화폐는 금화였지만, 대부분의 채무와 지불은 금에 태환 약속으로 증명된 지폐로 했다. 이 제도의 문제점은 은행이 그 현금 보유액을 초과하여 장사를 하는 경향이 있다는 것이었다. 지폐를 금화로 바꾸자고 예금자가 쇄도하는 위기가 주기적으로 반복되고 있었다. 이 법의 통과로 금 공급에 큰 유연성이 보장되어, 사업의 수요에 걸맞은 연방 보증 수표를 발행하는 규정이 만들어졌다. 연방 준비 제도의 창설은 지금도 논란이 많다.
다음으로 중요한 성과로서 트러스트의 규제와 기업에 의한 학대의 조사가 있었다. 연방 의회는 각 주 사이의 거래 기업에 의한 ‘불공정한 경쟁 수단’에 대한 연방 거래위원회가 금지 명령을 발효할 수 있는 권한을 주었다. 게다가 두 번째 법인 클레이튼 반독점은 특정한 비난을 피해 온 많은 기업 관행을 금지시켰다. 예를 들어, 겸임이사제, 구매자에 따라 차별가격제, 노동쟁의의 금지 명령의 사용 및 유사한 사업을 회사가 소유하는 것 등이었다. 1914년 이후 트러스트 문제는 점차 정치에서 희미해져 갔다.
1916년 9월 7일 연방 고용인 산업 재해 보상법(39 Stat. 742; 5 USC 751)은 노동 중에 발생한 장애에 대해 연방 공무원 수당을 인정했다.
1916년 애덤슨 법은 철도 노동자에 대해 하루 8시간 노동제도를 확립하게 했다. 이 조치는 노동조합과 민주당과의 연대를 확고하게 해준 조치였다. 이러한 성과를 올렸기 때문에 윌슨은 미국의 뛰어난 정치개혁가 중 한 사람으로서 미국 역사에 확고한 발판을 굳혔다. 한편, 윌슨은 열성적인 백인우월주의자이고, 연방 정부에 흑인을 고용하는 문호가 열리려고 하고 있던 것을 막았다. D. W. 그리피스의 악명 높은 영화 ‘국가의 탄생’을 윌슨이 즐기고 있었다는 이야기는 신뢰성이 없으며, 제1차 세계 대전 동안에 그것을 금지했다. 그러나 국내의 평가는 자국을 승리로 이끌면서 이후 평시에 대중의 지지를 받지 못한 전시 대통령으로, 그 경력에 그림자가 드리웠다.

## 제1차 세계 대전

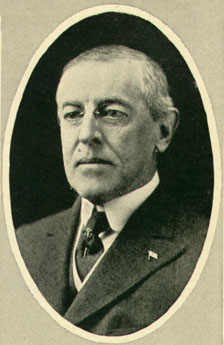
우드로 윌슨

### 참전
미국은 1914년 제1차 세계 대전이 시작될 때 중립을 유지하고 있었지만, 독일의 유보트가 미국의 원양 항해선 루시타니아 호를 침몰시키자 독일에 대항하여 참전했다. 독일은 유보트가 중립국 선박에 대해서도 무제한 잠수함전을 수행하겠다고 선언했다. 미국은 독일에게 미국이 선전포고를 할 경우 멕시코에게 미국에 선전포고를 하도록 요구한 ‘치머만 전보’를 도청했다고 밝혔다. 독일은 멕시코, 애리조나, 뉴멕시코와 텍사스를 점령할 것을 제안했다. 이들 지역은 모두 미국 멕시코 전쟁 (1846년 -1848년)의 결과로 멕시코가 미국에 할양했던 곳이었다. 이 사실은 독일의 시위 행동이며, 멕시코는 군대가 약하고, 정치적으로도 안정되어 있지 않았기 때문에 그런 모험을 할 여유가 없었다. 미국의 정치와 산업에서 영향력 있는 자들 중 일부는 이 전쟁의 처음부터 영국과 프랑스 측에 동정하는 자가 많았지만 상당수의 시민(많은 영국인과 독일인을 포함)은 미국이 유럽의 분쟁(적어도 영국 측에서)에 휘말리는 것을 단호하게 반대하고 있었다. 1917년 4월 6일 열린 미국 의회의 참전 결의는 미국이 실시한 다른 많은 결의와는 달리 만장일치를 얻지 못했다.

### 반독일 정서
독일계 미국인들은 종종 독일 제국에 너무 동정적이라는 비난을 받았다. 시어도어 루즈벨트 전대통령은 전시에 이중적인 충성을 할 수 없다고 주장하고서, ‘하이픈이 붙은 미국인’(-계, hypenated American)이라고 이들을 비난했다. 소수가 독일로 돌아가거나, 영국인을 조롱했다. 독일 태생 48만의 적국 외국인 중 약 1%는 1917년~1918년에 투옥되었다. 혐의는 스파이 행위를 했다고나, 독일의 전쟁 노력에 동조했다는 것이었다. 수천 명의 사람들이 그들의 충성을 증명하기 위해 전쟁 채권을 사야했다. 일리노이주 콜린스빌 집회에서는 스파이 혐의로 투옥된 독일 태생의 로버트 프래이저라는 사람이 감옥에서 끌려나와 살해당했다. 독일과 관련된 것이라면 무엇이든 공포심을 가져다 주었다. 사우어크라우트는 이것을 ‘자유의 양배추’의 예를 들었다. 사우스다코타에서는 누구도 독일어로 전화통화를 할 수 없으며, 바흐와 같은 독일인 작곡가의 음악조차 금지되었다.

### 애국주의
윌슨 행정부는 전쟁에 대한 정보 관리와 전쟁에 유리하게 정보 홍보를 위해 홍보위원회를 설립했다. 연방수사국(FBI)과 협동하는 민간 미국 보호 동맹은 전쟁을 지원하기 위해 기치를 올린 동시에 노동조합과 다양한 좌파 및 반전 단체와 싸운 많은 민간 우익 ‘애국조직’ 중 하나였다. 연방 의회는 1917년 〈간첩법〉과 1918년 〈치안유지법〉을 통과시켰고, 윌슨은 서명을 했다. 〈치안유지법〉은 미국 정부 국기 또는 군에 대해 ‘불충, 모독, 외설 또는 저주하는 말을’ 사용한 의견 표명을 범죄로 규정했다. 정부의 경찰, 사설자경단과 대중의 전쟁 히스테리가 윌슨의 정책에 동의하지 않았던 많은 미국 시민의 자유를 침해했다.
독일이 덴마크를 점령하여 덴마크령 버진아일랜드의 영유권을 주장할 우려가 생기자, 미국은 참전하기도 전에 이 제도를 2,500만 달러에 인수했다.

### 징병

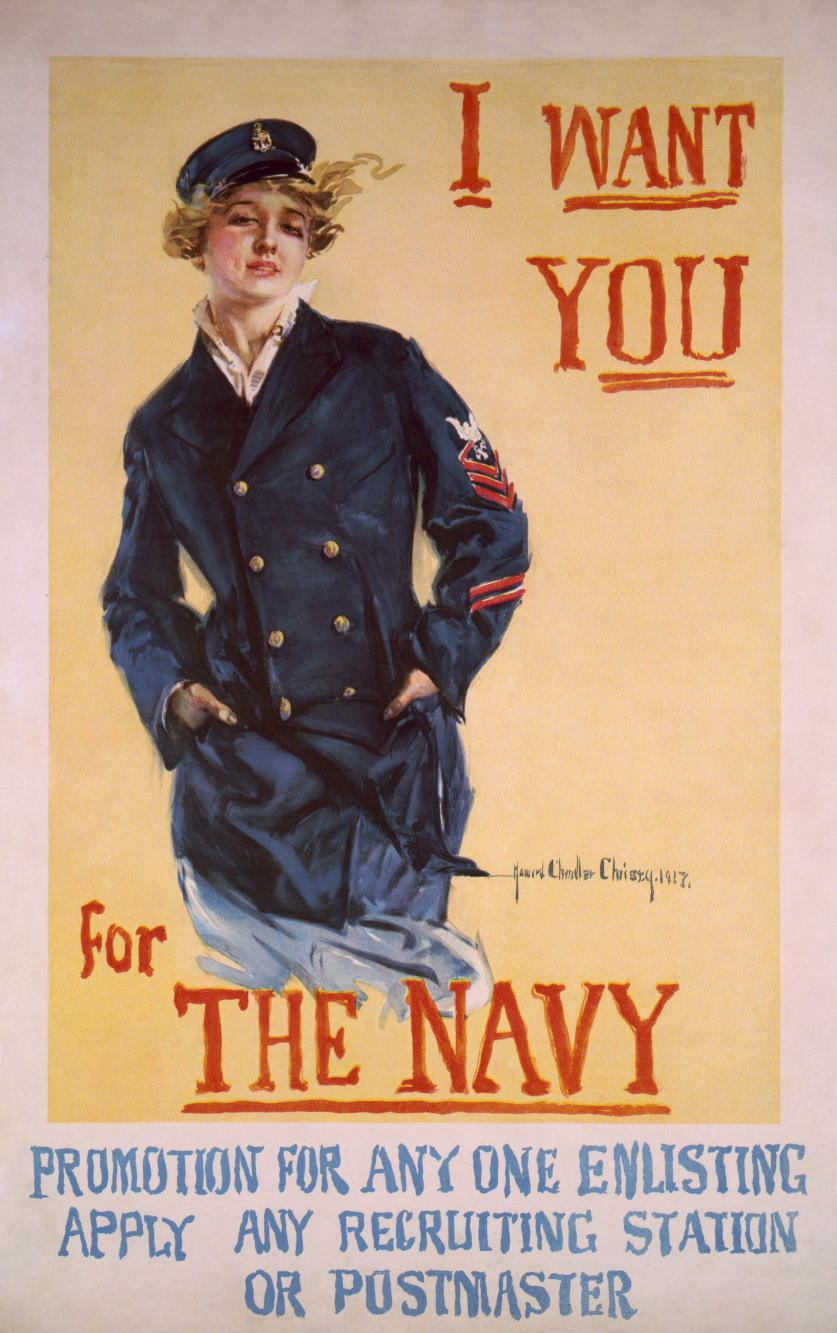
해군 포스터 by 하워드 챈들러 크리스티

미국은 1865년부터 큰 전쟁에 관계하지 않았기 때문에 1917년 시점에서는 전쟁에 대한 준비가 되어 있지 않았다. 군은 소규모였으며, 수십 년 이전의 무기를 보유하고 있었다. 그리하여 급속한 군비 확장과 현대화가 시작되었다. 징병은 1917년 봄에 시작되었지만, 자원자들도 받고 있었다. 4백 만명의 병사와 수천명의 여군이 이 기간에 입대를 했다.

### 종전
프랑스 전장에 도착한지 얼마 되지도 않은 미군은 1918년 여름에 피폐했던 연합군을 격려하기 위해 중요한 역할을 했다. 독일의 마지막 공세(봄 공세)를 물리치고, 역공을 가하여 연합군 마지막 공세 (100일 공세)를 추진했다. 몇 달 후 1918년 11월 11일 독일에 대한 승리를 결정했다.

### 조약
영국, 프랑스와 이탈리아는 베르사유 조약을 통해 독일에게 가혹한 배상금을 부과했다. 미국 상원은 베르사유 조약을 비준하지 않았지만, 독일과 그 동맹국과 다른 휴전 조약을 맺었다. 미국 상원은 윌슨 정권 하에서 새로 만들어진 국제연맹에 가입하는 것도 거부했다. 윌슨은 상원 타협안을 거부했다.
딕슨이 독일과의 조약을 더 수용하기 쉽게 할 것을 요구했음에도 불구하고 베르사유 조약으로 독일에 부과된 배상금의 경제 효과는 가혹했다. 이것이 히틀러가 부상한 직접 원인이 되었고, 유럽에서 제2차 세계 대전으로 이어졌다. 이 협약의 또 다른 실패는 일본 제국의 요구를 받아들일 수 없었던 것이고, 일본의 군사 독재의 기초를 마련해서, 태평양에서의 제2차 세계 대전으로 이어지게 했다.

## 같이 보기
- 미국 서부시대 연표